# Вековищев Михайло Дмитрович
Вековищев Михайло Дмитрович (рос. Михаил Дмитриевич Вековищев; нар. 5 серпня 1998) — російський плавець.
Призер Чемпіонату світу з водних видів спорту 2017, 2019 років.
Чемпіон світу з плавання на короткій воді 2016, 2018 років.
Чемпіон Європи з водних видів спорту 2020 року, призер 2018 року.
Чемпіон Європи з плавання на короткій воді 2017, 2019 років.
Призер літньої Універсіади 2017 року.